# Бегерт, Дерик
Дерик Бегерт (нем. Derick Baegert; 1440 или 1476, Везель — 1515, Везель) — немецкий художник. Предположительно приходился дядей (братом матери) художнику Яна Йоста из Калькара и был его учителем. Отец художника Яна Бегерта.

## Биография
Дерик Бегерт, вероятно, родился в Везеле около 1435—1440 годов в семье купца Йохана Бегерта. Его семья была довольно зажиточной, однако Дерик, занимаясь искусством, ещё более разбогател и к концу жизни стал одним из богатейших граждан города Везеля, в котором ему принадлежал большой дом с мастерской.
Писал алтарные образы для церквей Дортмунда и своего родного Везеля. Большой запрестольный образ кисти Бегерта, находившийся в этом городе, пострадал в ходе Второй мировой войны, а его уцелевшие фрагменты хранятся сегодня в музее Тиссена-Борнемиссы в Мадриде.
Также работы Бегерта можно встретить в музейных собраниях Мюнстера, Нюрнберга и Везеля. Однако его самой известной работой является алтарный образ для собора доминиканского монастыря в Дортмунде (сохранился, ныне перенесён в церковь Иоанна Крестителя в том же городе).

## Галерея

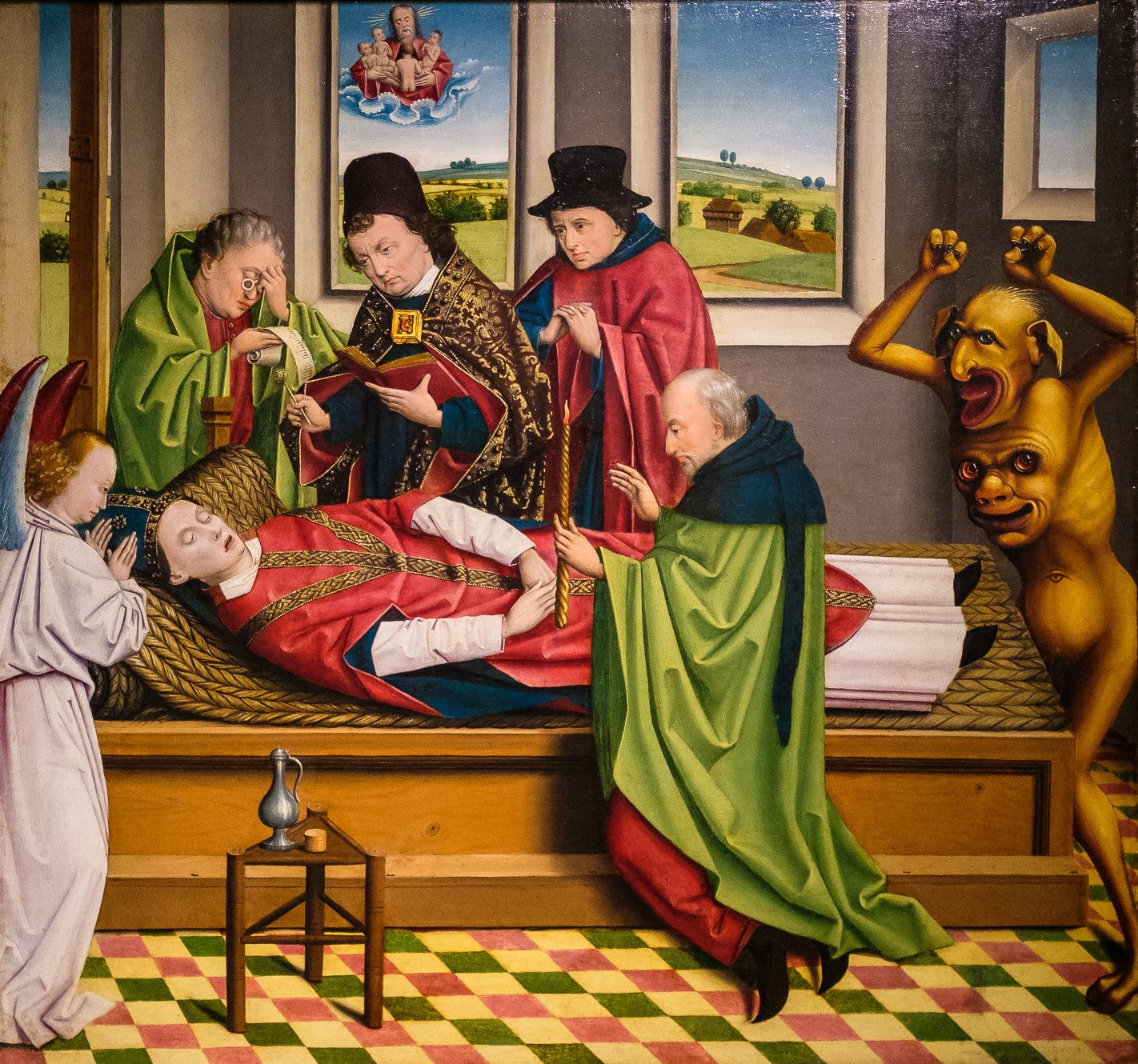
Смерть святого Мартина Турского
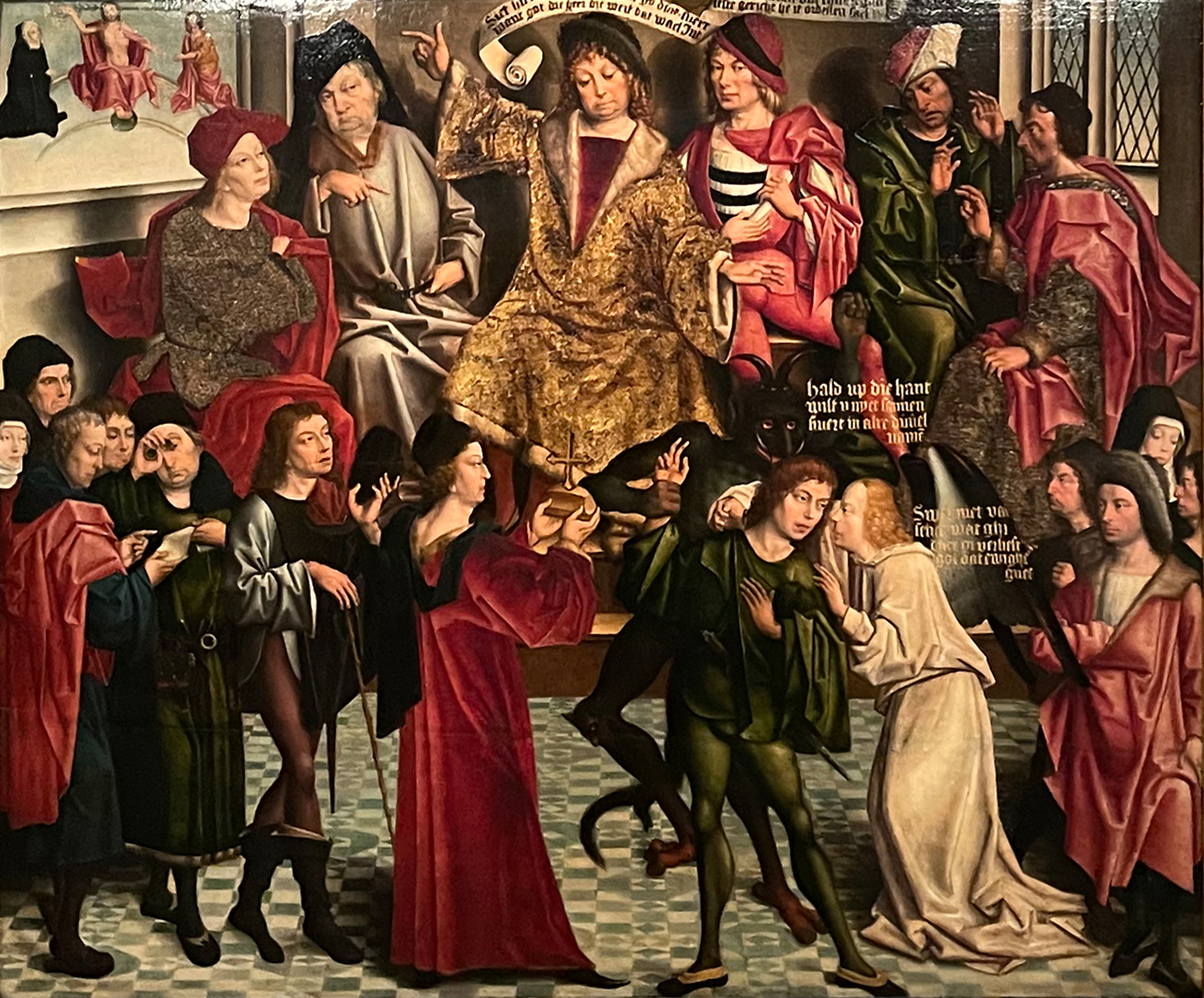
Автопортрет художника среди членов городского суда Везеля
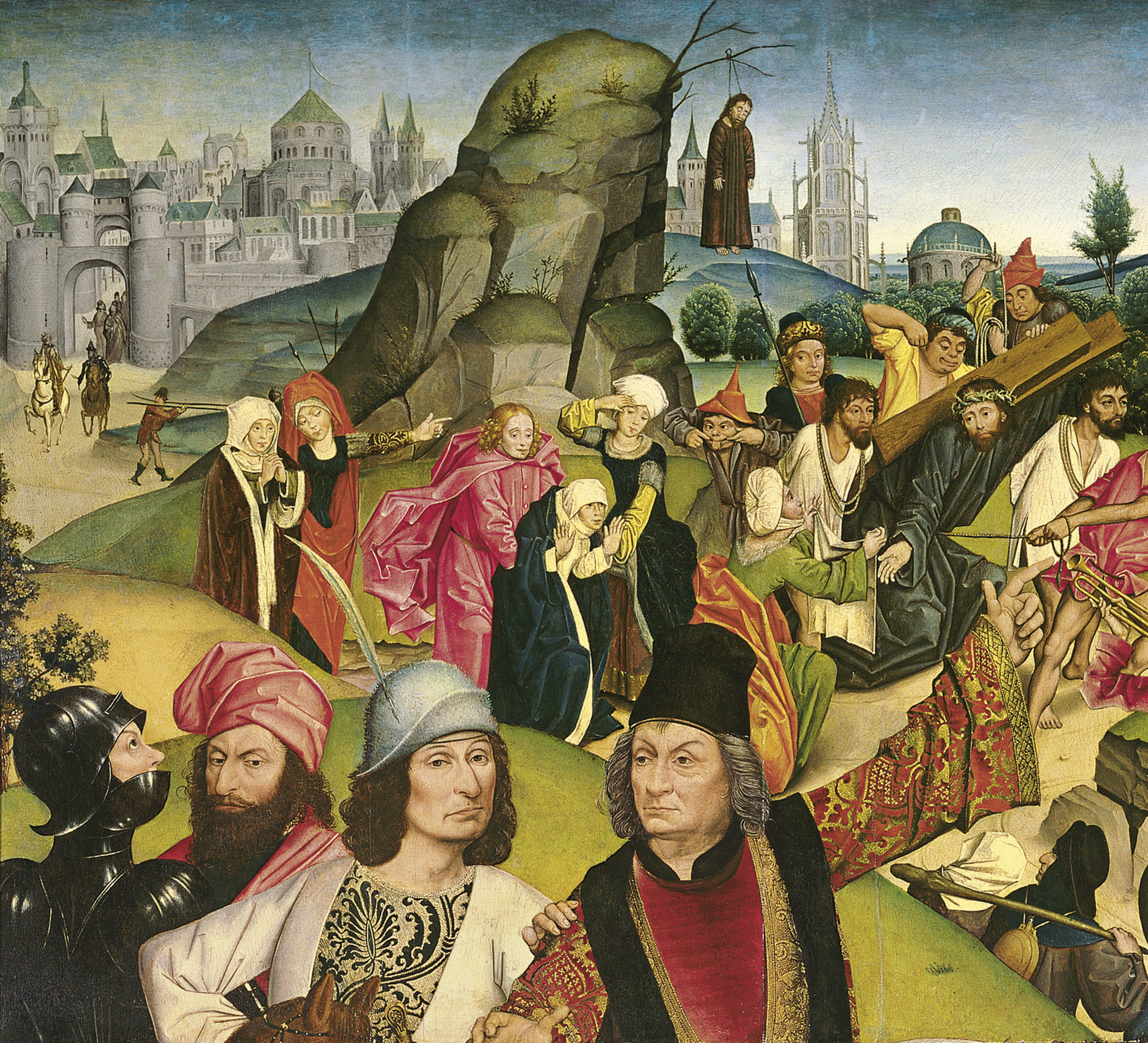
Несение креста
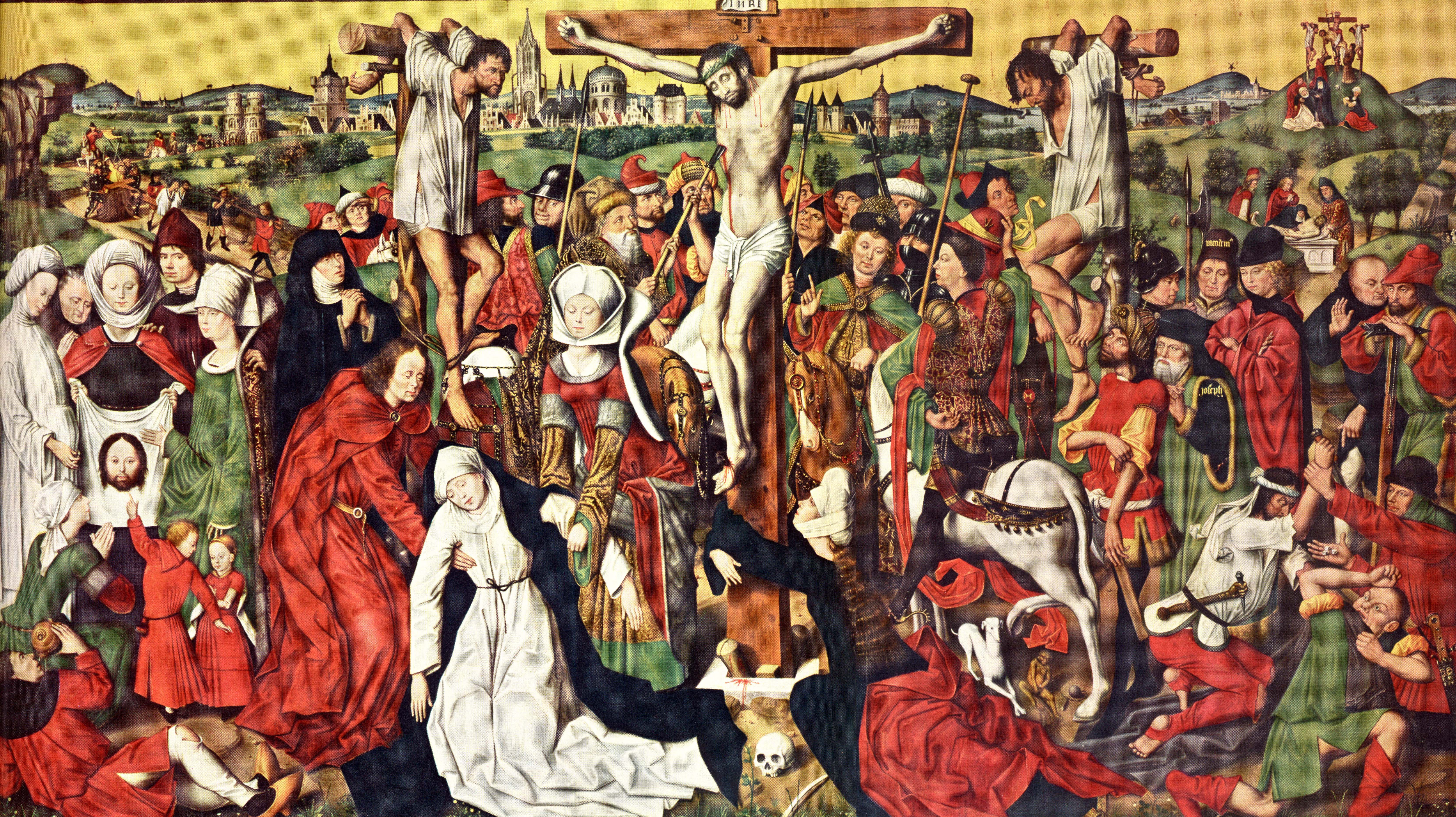
Распятие Христово
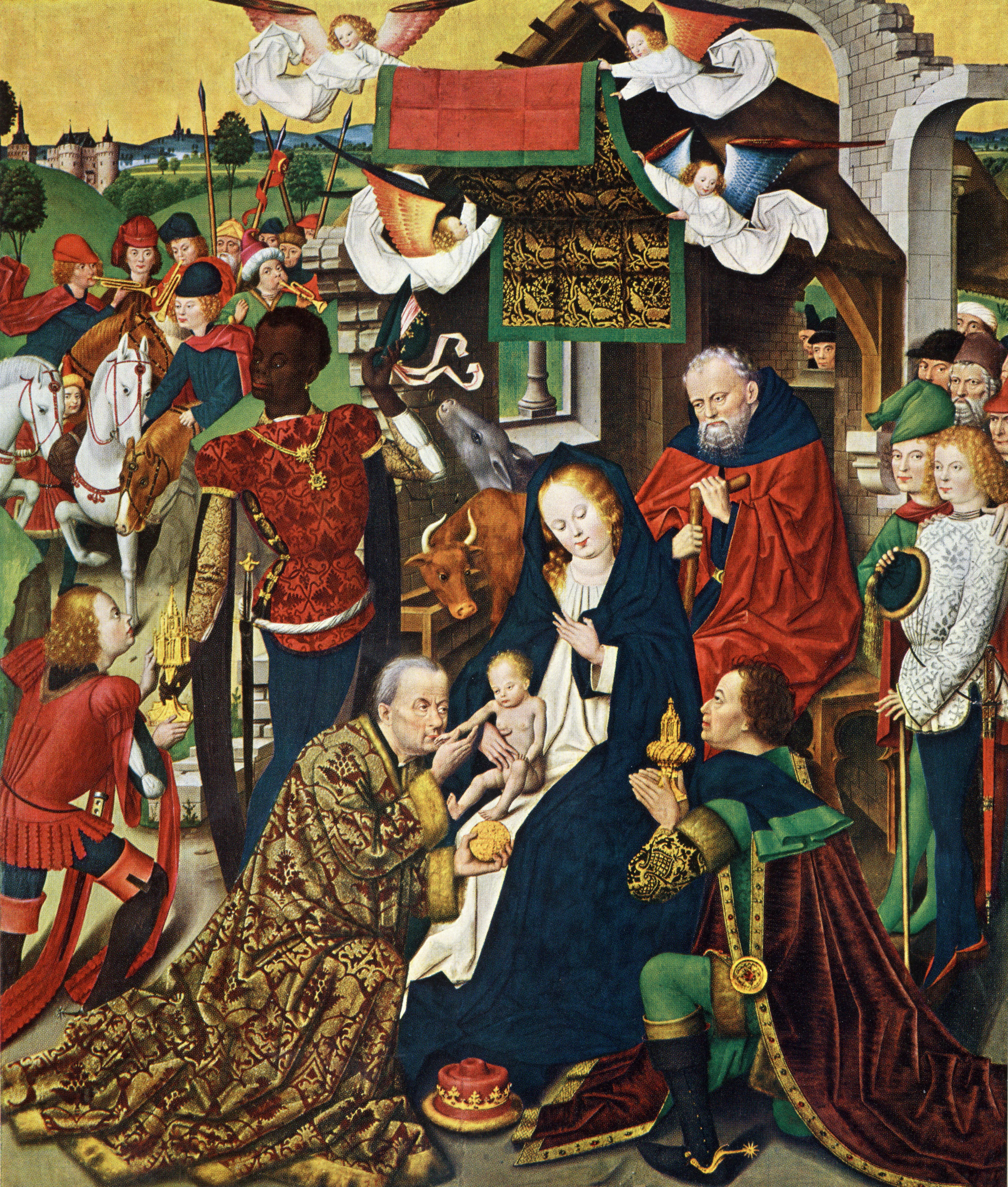
Поклонение волхвов
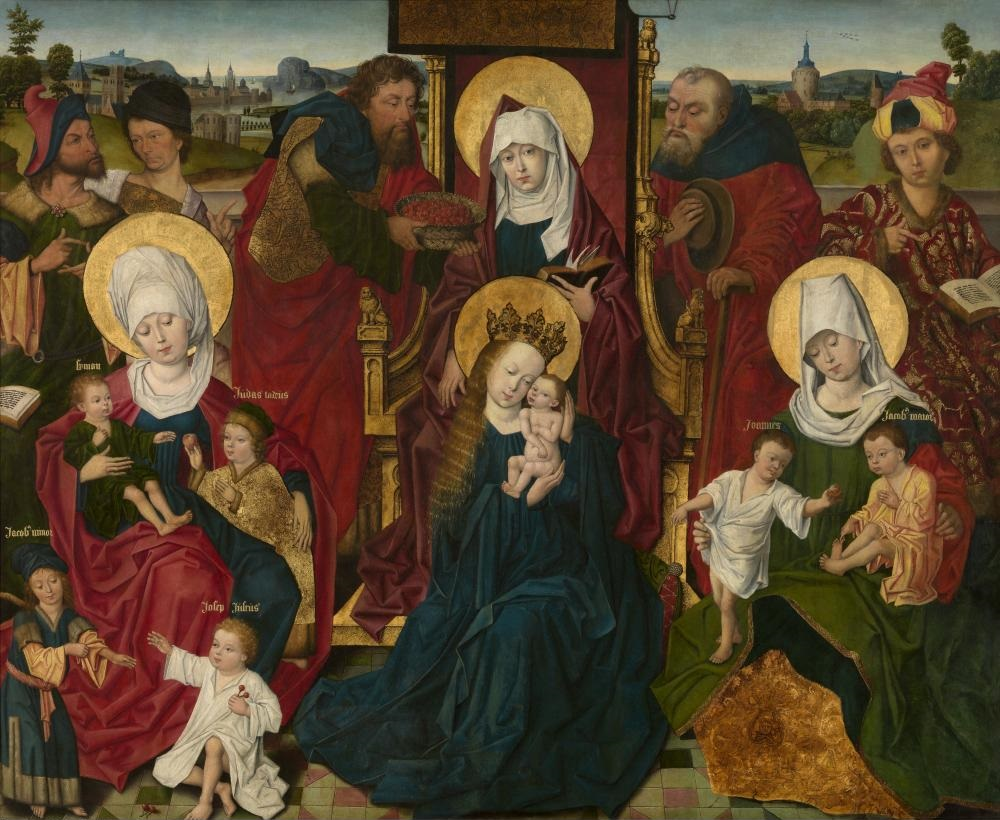
Мадонна с младенцем